# 田村義冨
田村 義冨（たむら よしとみ、1897年6月8日 - 1944年8月11日）は、日本の陸軍軍人。最終階級は陸軍中将。

## 経歴
山梨県出身。実業家・田村濤二郎の四男として生まれる。陸軍中央幼年学校予科、同校本科を経て、陸軍士官学校を卒業。兵科は歩兵科。陸軍大学校を優等で卒業し、陸軍省軍務局での勤務、フランス駐在を経験するなど順調に昇進を続けた。日中戦争に北支那方面軍の作戦主任参謀として出征した。太平洋戦争では、関東軍、大本営、中部太平洋方面艦隊と転任し、1944年7月、第31軍参謀長としてグアム島に赴任し、同地で激戦を続け、ついに部隊は玉砕し自決した。

## 年譜
- 1919年（大正8年）5月- 陸軍士官学校（31期）
  - 12月- 歩兵少尉・歩兵第1連隊付
- 1922年（大正11年）12月- 歩兵中尉
- 1927年（昭和2年）12月- 陸軍大学校卒業（39期・恩賜）
- 1928年（昭和3年）8月- 歩兵大尉・歩兵第1連隊中隊長
  - 12月- 軍務局付勤務（軍事課）
- 1930年（昭和5年）3月- 軍務局課員
- 1932年（昭和7年）1月- フランス駐在
- 1933年（昭和8年）12月- 軍務局課員（軍事課）
- 1934年（昭和9年）3月- 歩兵少佐
- 1937年（昭和12年）8月- 歩兵中佐
- 1938年（昭和13年）7月- 北支那方面軍参謀
- 1939年（昭和14年）3月- 歩兵大佐
- 1940年（昭和15年）10月- 関東軍参謀
- 1943年（昭和18年）- 陸軍少将・関東軍補給監部参謀長兼関東軍総参謀副長
- 1944年（昭和19年）2月- 大本営参謀
  - 3月- 兼中部太平洋方面艦隊参謀副長
  - 7月- 第31軍参謀長
  - 8月- グアム島で自決、陸軍中将に進級。

## 栄典
外国勲章佩用允許
- 1944年（昭和19年）3月30日 - 満州国：勲二位柱国章[1]

## 親族
- 妻 田村寿美子 市川堅太郎（陸軍中将）の娘
- 伯父・叔父（陸軍中将） 田村怡与造・田村沖之甫・田村守衛